# Lista das obras de Tchaikovski

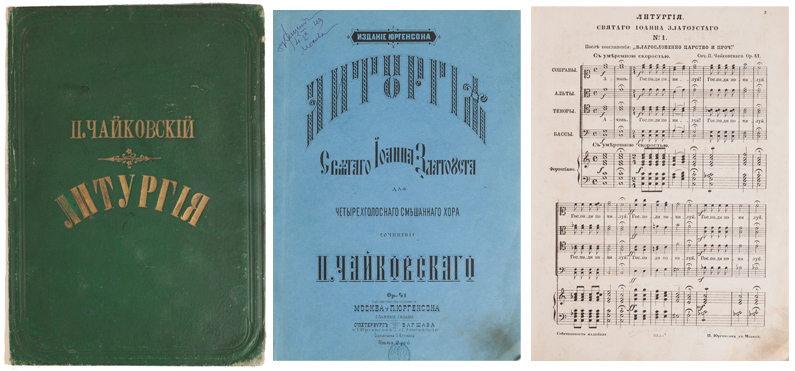
Alguns exemplos de partituras de Piotr Tchaikovski.

Esta lista apresenta as obras do compositor romântico russo Piotr Ilitch Tchaikovski.

## Obras de Tchaikovski por número deopus
Todas as obras de Tchaikovski
| Número de obras | Nome                                                    |
| --------------- | ------------------------------------------------------- |
| op.1            | Duas peças para piano                                   |
| op.2            | Souvenir de Hapsal para piano                           |
| op.3            | O Voyevoda (ópera)                                      |
| op.4            | Valsa para piano                                        |
| op.5            | Romance para piano                                      |
| op.6            | Seis canções                                            |
| op.7            | Valsa – scherzo para piano                              |
| op.8            | Capriccio para piano                                    |
| op.9            | Trois morceaux para piano                               |
| op.10           | Deux morceaux para piano                                |
| op.11           | Quarteto para cordas Nº 1                               |
| op.12           | A dama de neve, música incidental                       |
| op.13           | Sinfonia Nº 1 “Sonhos de Inverno”                       |
| op.14           | Vakula, o ferreiro ; ópera                              |
| op.15           | Abertura festival sobre o Hino nação da Dinamarca       |
| op.16           | Seis canções                                            |
| op.17           | Sinfonia Nº 2 “Pequena Rússia”                          |
| op.18           | A tempestade, fantasia sinfônica                        |
| op.19           | Six morceaux para piano                                 |
| op.20           | O Lago dos Cisnes, balé em 4 atos                       |
| op.21           | Six Morceaux, composés sur un seul theme para piano     |
| op.22           | Quarteto para cordas Nº 2                               |
| op.23           | Concerto para piano e orquestra Nº 1                    |
| op.24           | Eugene Onegin, ópera                                    |
| op.25           | Seis canções                                            |
| op.26           | Serenata melancólica para violino e orquestra           |
| op.27           | Seis canções                                            |
| op.28           | Seis canções                                            |
| op.29           | Sinfonia nº 3 "Polônia"                                 |
| op.30           | Quarteto para cordas Nº 3                               |
| op.31           | Marcha Eslava para orquestra                            |
| op.32           | Francesca da Rimini (fantasia sinfônica)                |
| op.33           | Variações em um tema rococó para violoncelo e orquestra |
| op.34           | Valsa - scherzo para violino e orquestra                |
| op.35           | Concerto para violino e orquestra                       |
| op.36           | Sinfonia Nº 4                                           |
| op.37a          | Sonata para piano Nº 1 “Grande Sonata”                  |
| op.37b          | As estações para piano                                  |
| op.38           | Seis canções                                            |
| op.39           | Album pour Enfants: 24 pièces faciles para piano        |
| op.40           | Doze morceaux (difficulté moyenne) para piano           |
| op.41           | Liturgia de São João Crisóstomo, coro a cappella        |
| op.42           | Souvenir d'un lieu cher para violino e piano            |
| op.43           | Suíte orquestral Nº 1                                   |
| op.44           | Concerto para piano e orquestra Nº 2                    |
| op.45           | Capricho italiano para orquestra                        |
| op.46           | Seis duetos                                             |
| op.47           | Sete canções                                            |
| op.48           | Serenata para cordas                                    |
| op.49           | Abertura 1812                                           |
| op.50           | Trio para piano                                         |
| op.51           | Six morceaux para piano                                 |
| op.52           | Vigília da véspera, coro a cappella                     |
| op.53           | Suíte orquestral Nº 2                                   |
| op.54a          | Dezesseis canções infantis                              |
| op.54b          | Lenda, arranjo de uma canção solo para coro a cappella  |
| op.55           | Suíte orquestral Nº 3                                   |
| op.56           | Concerto-fantasia para piano e orquestra                |
| op.57           | Seis canções                                            |
| op.58           | Sinfonia “Manfredo”                                     |
| op.59           | Dumka: Cena rústica russa para piano                    |
| op.60           | Doze canções                                            |
| op.61           | Suíte orquestral Nº 4 “Mozartiana”                      |
| op.62           | Pezzo capriccioso para violoncelo e orquestra           |
| op.63           | Seis canções                                            |
| op.64           | Sinfonia Nº 5                                           |
| op.65           | Seis canções francesas                                  |
| op.66           | A Bela Adormecida, balé de um prólogo e 3 atos          |
| op.67a          | Hamlet, abertura fantasia                               |
| op.67b          | Hamlet, música incidental                               |
| op.68           | Rainha de Espadas, ópera                                |
| op.69           | Iolanta, ópera                                          |
| op.70           | Souvenir de Florence, (sexteto para cordas)             |
| op.71a          | O Quebra-Nozes, balé                                    |
| op.71b          | O Quebra-Nozes, suíte do balé                           |
| op.72           | Dix-huit morceaux para piano                            |
| op.73           | Seis canções                                            |
| op.74           | Sinfonia Nº 6 “Patética”                                |
| op.75           | Concerto para piano e orquestra Nº 3                    |
| op.76           | A tempestade                                            |
| op.77           | Fatum, poema sinfônico                                  |
| op.78           | O Voyevoda, balada sinfônica                            |
| op.79           | Andante e finale para piano e orquestra (inacabado)     |
| op.80           | Sonata para piano Nº 2                                  |